# Phil Gregory
Philip „Phil“ Andrew Gregory (* 30. Januar 1951 in Southampton) ist ein britischer Ornithologe und Leiter von Vogelbeobachtungstouren. Er ist auch als Bioakustiker und Vogelfotograf tätig.

## Leben
Gregory erlangte 1973 den Bachelor of Arts an der University of Southampton in Geographie. 1977 absolvierte er seine erste Vogelbeabachtungstour in Queensland, Australien. Von 1981 bis 1988 war er Redakteur und regelmäßiger Beitragsschreiber der Zeitschrift Chembe News in Simbabwe. 1986 veröffentlichte er die Schrift Birds of Chembe – A Checklist. Von 1988 bis 1990 veröffentlichte er eine Wildlife-Kolumme in der Tageszeitung Penguin News in Stanley, Falklandinseln. Von 1991 bis 1997 lebte er in Papua-Neuguinea, wo er und seine Frau Lehrer an der Tabubil International School in der Western Province waren. Seit 1993 ist er Herausgeber des Journals Muruk der Papua New Guinea Birdwatching Society. 1995 veröffentlichte er das Buch The Birds of the Ok Tedi. Ferner veröffentlichte er Beiträge in den Zeitschriften Birding World, Bulletin of the British Ornithologists' Club, British Birds, Bulletin of the African Bird Club und The Ostrich. Er gehört zum ständigen Beratungsausschuss für englische Trivialnamen der IOC World Checklist of Birds.
Gregory besuchte über 50 Länder auf seinen Vogelbeobachtungstouren, darunter die Pazifikregion, Asien, Australien, Nigeria, Sambia, Simbabwe, Madagaskar und die Falklandinseln. Sein Hauptaugenmerk gilt jedoch der Avifauna Papua-Neuguineas. Seit 1998 ist er als leitender Tourmanager für US-amerikanische und australische Ökotourismusunternehmen tätig.
2006 schrieb er in Zusammenarbeit mit Brian Coates, Guy Dutson, Chris Filardi, Peter Clement und Kees Moeliker das Familienkapitel über die Monarchen im elften Band, 2007 schrieb er die Familienkapitel über die Borstenvögel und die Südseegrasmücken im zwölften Band und 2008 schrieb er das Familienkapitel über die Blütenpicker im dreizehnten Band des Handbook of the Birds of the World. Im selben Jahr gab er den Feldführer Birds of Australia and its Island Territories – A Checklist heraus. 2011 veröffentlichte er in Zusammenarbeit mit Guy Dutson und Walter E. Boles eine Studie, in der die Heinrothkrähe (Corvus insularis), die eine Zeit lang als Unterart der Torreskrähe (Corvus orru) beziehungsweise der  Bougainvillekrähe (Corvus meeki) galt, erneut in den Artstatus erhoben wurde. Im selben Jahr erschien der Feldführer Birds of New Guinea and its Offshore Islands – A Checklist.
2017 erschien Gregorys Buch Birds of New Guinea: Including Bismarck Archipelago and Bougainville, das mit dem Whitley Award der Royal Zoological Society of New South Wales in der Kategorie Best Field Guide ausgezeichnet wurde. 2018 veröffentlichte er in Zusammenarbeit mit dem Illustrator Jun Matsui das Werk A Field Guide to Birds of Northern Queensland, das im Sommer 2024 in einer zweiten Auflage erschien.
Anfang 2020 wurde das Buch Birds of Paradise and Bowerbirds veröffentlicht, das von Richard Allen illustriert und im selben Jahr mit dem Whitley Award der Royal Zoological Society of New South Wales ausgezeichnet wurde.